# Silvio Caluori
Silvio Caluori (* 4. März 1933 in Bonaduz; † 14. April 2022 in Chur - www.todesanzeigenportal.ch>) ist ein Ländlermusikant und Komponist aus dem Schweizer Kanton Graubünden.
Neben seinem Hauptinstrument, der Klarinette, spielt Caluori auch Bassgeige. Sein Klarinettenspiel brachte er sich weitgehend selbst bei und nahm auch einige Stunden bei Karl Fanghänel im Konservatorium in Zürich. Er war einer der Mitspieler in der Ländlerkapelle Gebrüder Simonelli und wechselte 1964 zu den Churer Ländlerfründa von Peter Zinsli. 1968 legte er mit Arno Caflisch, Jürg Gadient, Arno Jehli und Peter Jehli den Grundstein für eine neue Ländlerkapelle des Bündnerstils. Damals wohnte Caluori in Chur an der Oberalpstrasse, so dass die heute legendäre Musikgruppe den Namen Ländlerkapelle Oberalp erhielt. Er amtierte einige Jahre als Kapellmeister und wurde dann von Arno Jehli abgelöst.
Als Komponist komponierte er hauptsächlich Schottisch, Ländler und Walzer.

## Kompositionen (Auswahl)
- Im Alperösli z`Partnun
- Dr Schnaps-Major
- Bim Pulverhüsli
- Jetzt zahlt dr Oergeler
- Dr Zwätschga-Iltis
- Erinnerung an Masans
- Am Ländlerträffa z`St.Moritz
- Dr Suppeschnuz
- D`Maria u dr Hans
- Arno uf em Kreisellift
- Dr Matrauferfuchs
- Klänge vom Oberalp[3]

## Veröffentlichungen
- 16 urchige Bündner-Kompositionen für Klarinette oder Akkordeon bekannt durch Tonträger sowie Radio und TV[4]